# Jean-Pierre Talbot

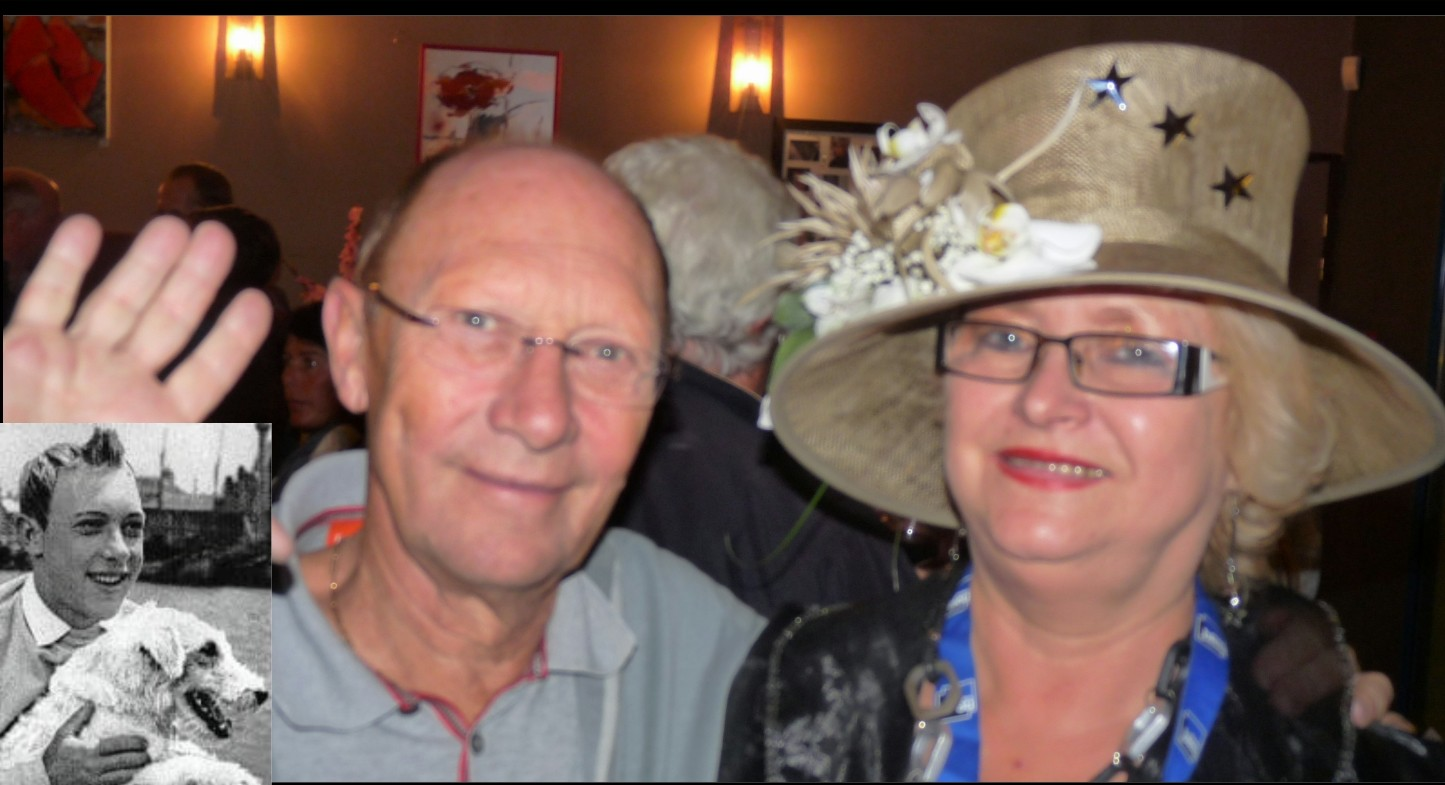
Jean-Pierre Talbot en Kuifje

Jean-Pierre Talbot (Spa, 12 augustus 1943) is een Belgisch gepensioneerd leraar, die bekend raakte omdat hij als acteur de rol van Kuifje in films heeft gespeeld.
Talbot was 17 jaar oud toen hij als sportmonitor op het strand van Oostende werd opgemerkt door Jacques Van Melkebeke, een vriend en medewerker van Hergé. Hij leek erg op Kuifje en troostte op dat moment een kind: 'iets wat Kuifje ook gedaan zou hebben'. Hij werd voorgesteld aan Hergé en de twee konden het goed vinden.
Talbot kreeg daarop de titelrol in de film Kuifje en het geheim van het Gulden Vlies (1961). Drie jaar later trad hij opnieuw op in Kuifje en de blauwe sinaasappels. Een derde Kuifje-film, gepland voor 1967, werd uiteindelijk niet opgenomen. Talbot heeft daarna nooit meer in een film gespeeld en ook geen poging daartoe gedaan.
Volgens een Belgische documentaire uit 2007 krijgt hij elke maand nog steeds zo'n veertig brieven van fans voor zijn vertolking van Kuifje. Datzelfde jaar verscheen zijn autobiografie J'étais Tintin au cinéma...
Talbot was van beroep sportleraar. Hij bracht het tot directeur van een school in zijn geboortestad en ging in 2000 met pensioen. Hij woont nog altijd in Spa en deed altijd veel aan sport. In zijn films kwam zijn sportiviteit goed van pas, want hij deed zijn eigen stunts.
In 2011 trad hij voor het eerst sinds het einde van zin filmcarrière opnieuw op als acteur: hij speelde in een videoclip de rol van een astronaut.
- Bibliothèque nationale de France: cb14231532x (data)
- Catàleg d'autoritats de noms i títols de Catalunya: 981058509964406706
- Gemeinsame Normdatei: 1160220441
- International Standard Name Identifier: 0000 0001 2015 7185
- Library of Congress Control Number: nb2009015061
- Nederlandse Thesaurus van Auteursnamen: 31476982X
- Système universitaire de documentation: 183429257
- Virtual International Authority File: 171239996
- WorldCat: E39PBJrC8TqdPtmR6WQGfmkFKd